# Gorlice
Gorlice (též Horlice, rusínsky Ґорлиці) je město a sídlo městské gminy v jihovýchodním Polsku v Malopolském vojvodství s přibližně 25 tisíci obyvateli. Nachází se jihovýchodně od Krakova a jižně od města Tarnów mezi městy Jasło a Nowy Sącz. Jde o sídlo gorlického okresu. Gorlice leží na severní hranici Nízkých Beskyd, přičemž přiléhající západní část Nízkých Beskyd se běžně nazývá Gorlické Beskydy. Nejvyšším vrcholem města je kopec s názvem Łysa Góra (441 m n. m.). Město leží v údolí řek Ropy a Sękówky.

## Historie
Přesné datum založení města není jisté. Podle kroniky Marcina Gromera bylo město založeno v roce 1354 za vlády Kazimíra Velkého německými osadníky ze Zhořelce. V šestnáctém a sedmnáctém století bylo město Gorlice jedním z důležitých center kalvinismu. Také bylo důležitým centrem řemesel a obchodu.
V devatenáctém století se gorlický okres stal kolébkou ropného průmyslu.
V roce 1865 se město stalo krajským městem. Od té doby se město prudce rozvíjelo, byla postavena nemocnice, střední škola či byl v roce 1900 otevřen městský park.

### I. světová válka
Rozvoj města byl přerušen první světovou válkou. Dne 2. května 1915 se ve městě a jeho okolí odehrála bitva u Gorlice, v níž německá a rakousko-uherská armáda prolomily frontu s Rusy. Jako důsledek jednak samotné bitvy, tak i předchozích pozičních bojů trvajících 126 dní, byla většina budov ve městě zničena.

## Partnerská města
- Bardejov, Slovensko
- Kaluš, Ukrajina
- Nyíregyháza, Maďarsko
- Pápa, Maďarsko
- Sosnovec, Polsko

## Fotografie

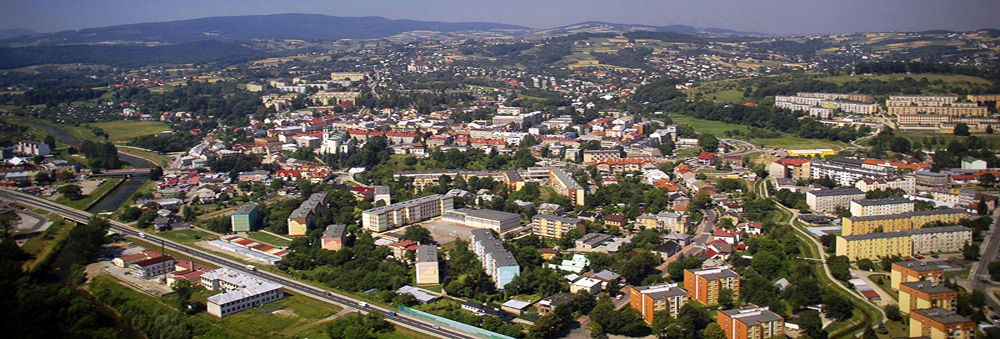
Panoramatický pohled na Gorlice
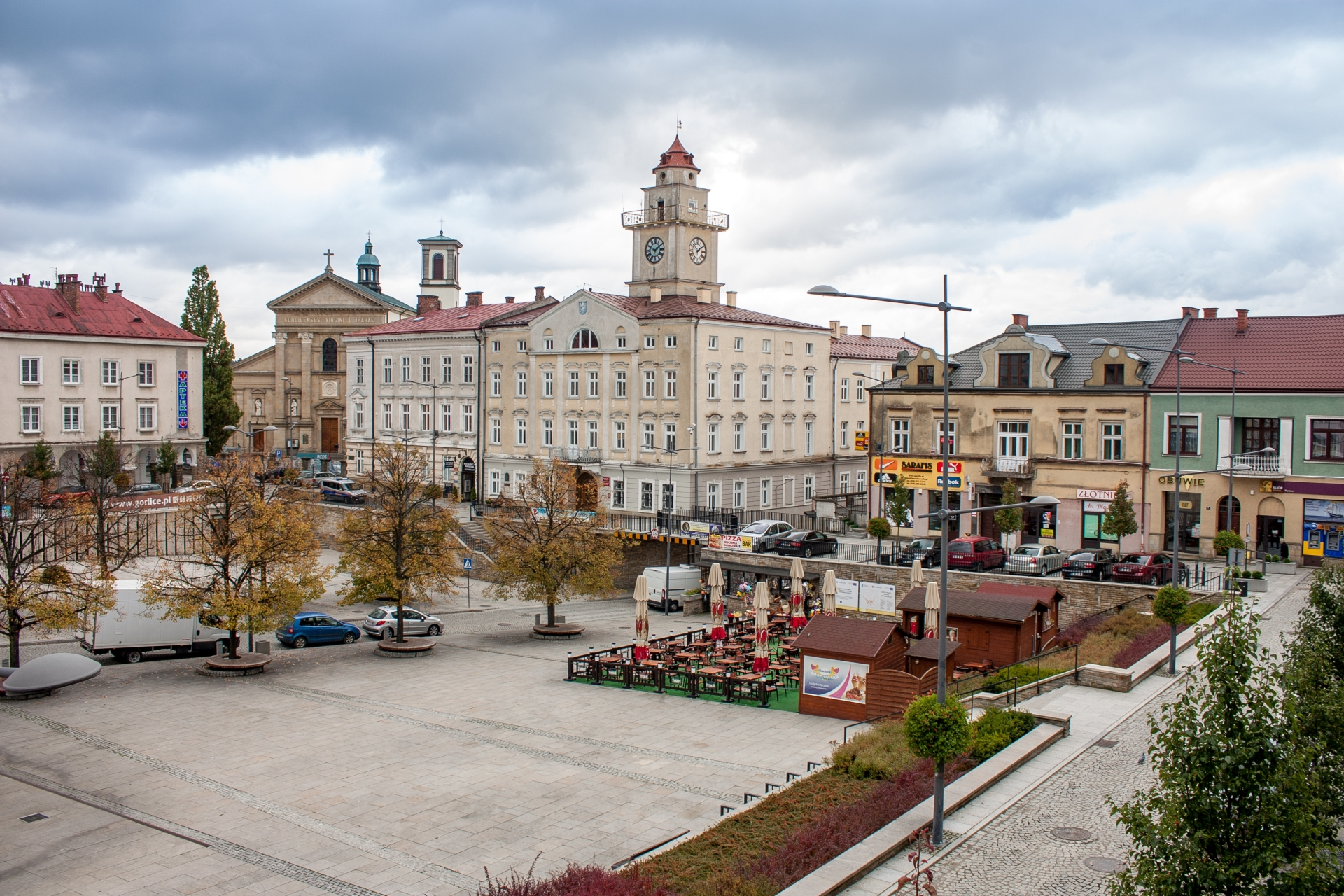
Náměstí v Gorlicích
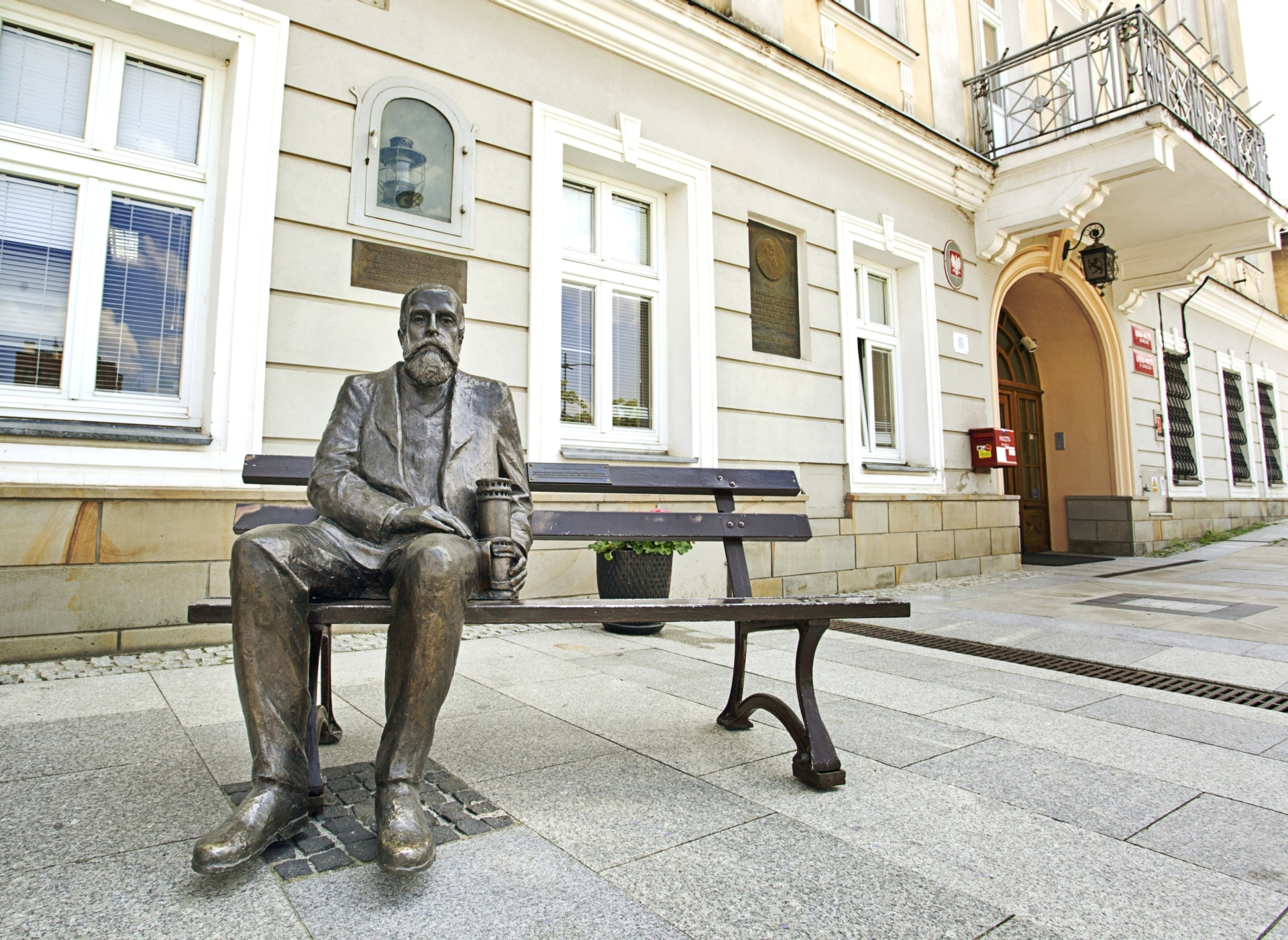
Lavička Ignacy Łukasiewicze